# Колібрі-жарокрил білохвостий
Колі́брі-жарокри́л білохвостий (Eupherusa poliocerca) — вид серпокрильцеподібних птахів родини колібрієвих (Trochilidae). Ендемік Мексики.

## Опис
Довжина птаха становить 10-11 см, вага 4,5-5,2 г. У самців верхня частина тіла яскраво-бронзово-зелена з металевим відблиском. Першорядні і другорядні махові пера рудуваті. Центральні стерові пера бронзово-зелені з металевим відблиском, решта стернових пер сірувато-білі. Нижня частина тіла яскраво-жовтувато-зелена з металевим відблиском, нижні покривні пера хвоста білі. Дзьоб прямий, чорний.
У самиць верхня частина тіла яскраво-золотисто-зелена з металевим відблиском, на крилах у них такі ж помітні руді плями, як у самців. Центральні стерові пера золотисто-зелені з металевим відблиском, решта стернових пер білуваті з темно-зеленим або бронзово-зеленим відтінком. Нижня частина тіла сірувато-біла, боки поцятковані металево-зеленими плямами, нижні покривні пера хвоста білі або сірувато-білі.

## Поширення і екологія
Білохвості колібрі-жарокрили мешкають в горах Південної Сьєрра-Мадре на півдні Мексики, на південному заході штату Герреро і на заході Оахаки. Вони живуть у вологих гірських і рівнинних субтропічних лісах, на узліссях і прилеглих кавових плантаціях. Зустрічаються на висоті від 800 до 2440 м над рівнем моря, переважно на висоті понад 1200 м над рівнем моря. Ведуть осілий спосіб життя. Живляться нектаром квітучих рослин з родів Inga, Kohleria, Lobelia, Malvaviscus, Manettia, Psittacanthus і Hamelia, а також дрібними безхребетними, яких шукають в усіх ярусах лісу. Гніздо чашоподібне, робиться з моху і лишайників. В кладці 2 білих яйця розміром 12,5×9 мм.

## Збереження
МСОП класифікує стан збереження цього виду як близький до загрозливого. За оцінками дослідників, популяція білохвостів колібрі-жарокрилів становить від 10 до 20 тисяч птахів. Їм загрожує знищення природного середовища.